# Jörg F. Nowack

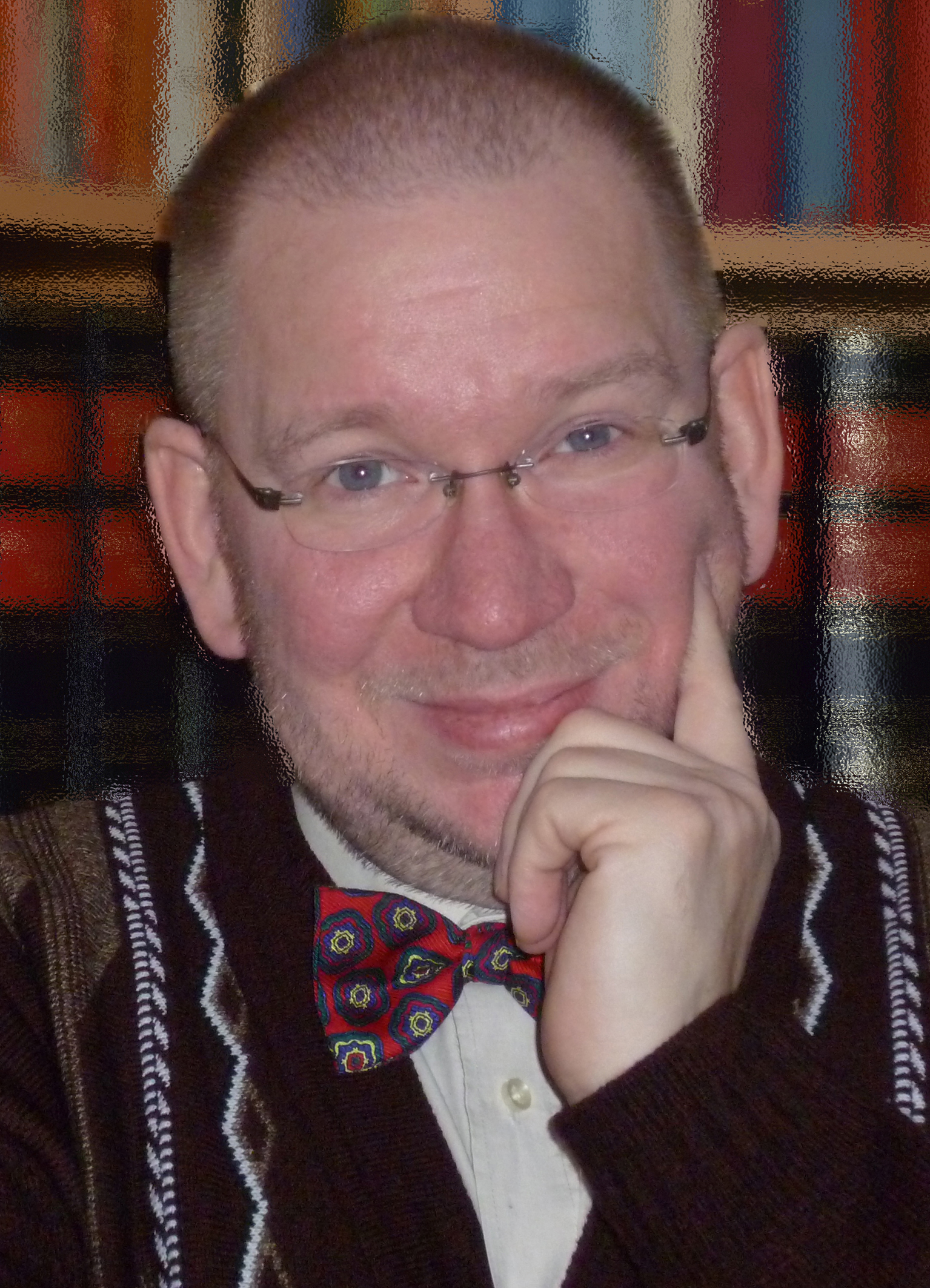
Jörg F. Nowack

Jörg F. Nowack (* 21. April 1963 in Nebra) ist ein deutscher Autor, Mediendesigner und Lektor. Er lebt in Rudolstadt und schreibt Kinderbücher und Romane.

## Leben
Von 1969 bis 1979 besuchte Nowack die Polytechnische Oberschule Nebra und machte seinen Abschluss in der 10. Klasse. Im Anschluss war er bis 1981 beim Reichsbahnamt Nordhausen und machte seinen Abschluss als Facharbeiter für Eisenbahntransporttechnik. In den Jahren 1981 und 1982 war er als Fahrdienstleiter bei der Deutschen Reichsbahn tätig. Von 1982 bis 1985 leistete er seinen Wehrdienst bei den bewaffneten Organen. Schließlich erfolgte von 1987 bis 1989 ein Studium des Staats und Rechts an einer Fachschule in Aschersleben; er machte seinen Abschluss als Staatswissenschaftler. Anschließend arbeitete er von 1989 bis 1994 als wissenschaftlicher Mitarbeiter. 1994 schied er aus dem öffentlichen Dienst aus gesundheitlichen Gründen aus. Von 1998 bis 2000 erfolgte eine Umschulung zum Werbe- und Medienvorlagenhersteller mit IHK-Abschluss (Schriftsetzer am Computer). Im Anschluss daran folgte von 2000 bis 2004 die Weiterbildung zum Trainer in der Erwachsenenbildung mit IHK-Abschluss. In den Jahren 2004 und 2005 arbeitete er als selbstständiger Handelsvertreter für Bücher für den Coron-Verlag (Bertelsmann-Gruppe). Von 2005 bis 2008 folgte die Ausbildung in alternativmedizinischen Methoden an einer großen Heilpraktikerschule. Schließlich arbeitet er seit 2009 als freiberuflicher Lektor, Coach für Autoren sowie als Autor.
Besonders liegt ihm die Arbeit mit Kindern und für Kinder am Herzen. Nowack veröffentlicht seit einiger Zeit Ferienreisegeschichten für Familien mit Kindern (''Lilly und Nikolas''). Außerdem veröffentlicht er auf eigene Kosten die Buchreihe "Kinkerlitzchen für die Leselust". Diese richtet sich an die Menschen, die gerne lesen und ihre Begeisterung für das Medium Buch an ihre Kinder und Enkel weitergeben möchten.
Im Februar 2018 wurde Nowacks Buch "Der neugierige Junge, der die Welt erschütterte" von der Arbeitsgemeinschaft Jugendliteratur und Medien der Gewerkschaft Erziehung und Wissenschaft (AJuM) als Leseempfehlung für Grundschulen genannt.

## Veröffentlichungen (Auswahl)
- mit Sabrina Pohle: Schatzsuche zwischen Saale und Unstrut – Lilly, Nikolas und die Himmelscheibe von Nebra, Biber & Butzemann Schöneichen 2015, ISBN 978-3-942428-67-5
- mit Sabrina Pohle (Illustration): Abenteuer zwischen Kyffhäuser und Westharz: Lilly und Nikolas auf den Spuren der ersten deutschen Herrscher, Biber & Butzemann Schöneichen 2016, ISBN 978-3-942428-98-9
- mit Sabrina Pohle (Illustration): Der neugierige Junge, der die Welt erschütterte: Lilly und Nikolas auf Luthers Spuren, Biber & Butzemann Schöneichen 2017, ISBN 978-3-95916-024-7
- Berenike D. Schwarza: Tanzende Schmetterlinge in Rudolstadt, Wiesengrund Verlag Wiesenburg 2017, ISBN 978-3-944879-54-3